# Selenops juxtlahuaca
Espèce
Selenops juxtlahuaca est une espèce d'araignées aranéomorphes de la famille des Selenopidae.

## Distribution
Cette espèce est endémique du Guerrero au Mexique,. Elle se rencontre à Quechultenango vers les Grutas de Juxtlahuaca.

## Description
Le mâle holotype mesure 10 mm et la femelle paratype 12 mm.

## Étymologie
Son nom d'espèce lui a été donné en référence au lieu de sa découverte, les Grutas de Juxtlahuaca.

## Publication originale
- Valdez-Mondragón, 2007 : A new species of the selenopid crab-spider genus Selenops Latreille, 1819 (Araneae: Selenopidae) from Guerrero, Mexico. Zootaxa, no 1449, p. 65-68.